# Deja Vu: a Nightmare Comes True
Deja Vu: a Nightmare Comes True är ett äventyrsspel från 1985, med samma upplägg som spelet Shadowgate. Spelet utspelar sig i Chicago i december 1941, är ett av de fyra spel till NES som översatts till svenska.

### Fotnoter
1. ↑  Deja Vu: A Nightmare Comes True!!, MobyGames (på engelska), MobyGames spel-ID (föråldrad): deja-vu-a-nightmare-comes-true, läst: 22 juli 2020.[källa från Wikidata]
2. 1 2 3  ”Deja Vu: a Nightmare Comes True”. NES DB. 22 mars 1988. Arkiverad från originalet den 11 mars 2015. https://web.archive.org/web/20150311182804/http://www.nesdb.se/game_more.php?id=340&rid=1. Läst 19 april 2014.